# Корита (Идрија)
Корита (словен. Korita, итал. Corita d’Idria) је насељено место у општини Идрија, Горишка регија, Словенија.

## Историја
До територијалне реорганизације у Словенији била су у саставу старе општине Идрија.

## Становништво
У попису становништва из 2011. године, Корита је имала 24 становника.
| Број становника према пописима | Број становника према пописима | Број становника према пописима |
| ------------------------------ | ------------------------------ | ------------------------------ |
| 1991                           | 2002                           | 2011                           |
| 29                             | 19                             | 24                             |

- сеоске куће
- пејзаж